# GRAd-COV2
GRAd-COV2 — кандидат на вакцину проти COVID-19, розроблений італійськими біотехнологічною компанією «ReiThera Srl» та Національним інститутом інфекційних хвороб імені Ладзаро Спалланцані. В основі цієї вакцини лежить новий дефектний реплікаційнийу аденовірус горили та кодує стабілізований білок шиповидних відростків оболонки вірусу з повною довжиною префузії SARS-CoV-2.

## І етап клінічних досліджень
Перший етап клінічних досліджень вакцини «GRAd-COV2» розпочався у серпні 2020 року в інституті інфекційних хвороб імені Ладзаро Спалланцані в Римі за участю 90 добровольців. Ці 90 добровольців були розділені на дві вікові групи: 45 віком від 18 до 55 років, і стільки ж старші 65 років. Кожна група була поділена на три підгрупи по 15 осіб, кожна з яких отримувала різну дозу вакцинного препарату. Кожному з 90 добровольців ввели дозу вакцини, а згодом кожному з учасників дослідження було проведено 7 обстежень, перше через 2 дні після вакцинації, останнє — через 24 тижні. І етап клінічих досліджень закінчився в січні 2021 року.

## Дослідження COVITAR ІІ та ІІІ етапів
Компанія «ReiThera» розпочала клінічне дослідження під назвою COVITAR після позитивних результатів І етапу клінічного дослідження. У квітні 2021 року розпочалось дослідження вакцини за участю 900 добровольців, розділених на три рівні групи, які мали отримати відповідно дві дози вакцини, одну дозу вакцини та одну ін'єкцію з плацебо, або дві ін'єкції плацебо з інтервалом 21 день До участі залучені 26 міст по всій Італії та одне місто в Німеччині — Ганновер. Добровольцям повторять медичний огляд із проведенням аналізу крові на рівень антитіл, щоб оцінити імунну відповідь організму через 7, 21 та через 35 днів, пізніше через 6 місяців, через рік та в кінці експерименту через 2 роки.

## Розслідування рахункової палати
У травні 2021 року інститут Ладзаро Спалланцані відмовився від проекту, а рахункова палата Італії припинила державне фінансування проекту після розслідування витрати коштів, спрямованих на розробку вакцини, на придбання майна в Кастель-Романо на 4 мільйони євро. Ці розслідування продовжили третій етап клінічних досліджень до закінчення цього розслідування.

## Побічна дія
На останньому завершеному етапі клінічного дослідження (ІІ етап) відсутні дані про серйозні побічні реакції вакцини.